# یواس‌اس جورج اچ جانسون (اس‌پی-۳۷۹)
یواس‌اس جورج اچ جانسون (اس‌پی-۳۷۹) (به انگلیسی: USS George H. Johnson (SP-379)) یک کشتی است که طول آن ۱۱۰ فوت (۳۴ متر) می‌باشد. این کشتی در سال ۱۹۱۲ ساخته شد.